# 和光大学短期大学部
和光大学短期大学部（わこうだいがくたんきだいがくぶ）または和光短期大学は、東京都町田市金井2160において1968年に設置計画があったものの開学しなかった日本の私立短期大学である。詳細は後述。

## 概要
- 東京都町田市に設置予定のあった日本の私立短期大学で[注 3]、設置主体は学校法人和光学園。

### 年表
- 1967年
  - 5月8日 「和光大学短期大学部設置の趣旨と構想」と称した具体案が理事会において提出される[6]。
  - 9月30日 翌年以降の開学を目指して文部省[注釈 2]に設置認可の申請を行う[注釈 3]。
  - 12月28日 申請を取り下げ[注釈 3]、以後再申請されることなし[注 4]

## 学科
- 教養科[注釈 4]
- 初等教育科[注釈 4]